# Gschwandt (Górna Austria)
Gschwandt – miejscowość i gmina w Austrii, w kraju związkowym Górna Austria, w powiecie Gmunden. Liczy 2 685 mieszkańców.